# شاکونتالا دوی
شاکونتالا دوی (انگلیسی: Shakuntala Devi; زاده ۴ نوامبر ۱۹۲۹ – درگذشته ۲۱ آوریل ۲۰۱۳) نویسنده و حسابگر ذهنی اهل هند بود که به عنوان یک کامپیوتر انسانی شناخته می‌شد. استعداد او باعث شد نامش در ویرایش سال ۱۹۸۲ رکوردهای جهانی گینس ثبت شود.
او کتاب‌های متعددی دربارهٔ ریاضیات، پازل‌ها و طالع‌بینی نوشته‌است. او کتابی با عنوان جهان همجنس‌گرایی نوشته که اولین مطالعه همجنس‌گرایی در هند به‌شمار می‌آید.

## محاسبات ذهنی
او برای نشان دادن توانایی‌اش در حساب به نقاط مختلفی از جهان سفر کرد از جمله در ۱۹۵۰ سفری به اروپا داشت و در ۱۹۷۶ میلادی به نیویورک سفر کرد. در ۱۹۸۸ به آمریکا سفر کرد تا توانایی‌اش توسط آرتور جنسن، استاد روان‌شناسی دانشگاه کالیفرنیا، برکلی مطالعه شود. جنسن توانایی او را با دادن وظایف متفاوتی از جمله محاسبه‌های مربوط به اعداد بزرگ، آزمود. از جمله مسائلی که به او داده شد، محاسبه ریشه سوم ۶۱٬۶۲۹٬۸۷۵ و ریشه هفتم ۱۷۰٬۸۵۹٬۳۷۵ بود. جنسن گزارش داد که شاکونتالا این مسائل را پیش از آنکه او آنها را در دفترش بنویسد، حل کرد (۳۹۵ و ۱۵). جنسن در ۱۹۹۰ یافته‌هایش را در نشریه اینتلیجنس منتشر کرد.
او در سال ۱۹۷۷ در دانشگاه متودیست جنوبی ریشه بیست و سوم عددی ۲۰۱ رقمی را در پنجاه ثانیه به‌دست‌آورد. پاسخ او ۵۴۶٬۳۷۲٬۸۹۱ بود که توسط کامپیوتر ویژه‌ای که برای محاسبه روی اعداد بزرگ توسط اداره استاندارد آمریکا ساخته شده بود، تأیید شد.
در ۱۸ ژوئن ۱۹۸۰ او ضرب اعدای ۱۳ رقمی ۷٬۶۸۶٬۳۶۹٬۷۷۴٬۸۷۰ در ۲٬۴۶۵٬۰۹۹٬۷۴۵٬۷۷۹ را که به صورت اتفاقی توسط رایانه‌ای در امپریال کالج لندن انتخاب شده بودند، انجام داد. او در ۲۸ ثانیه پاسخ داد ۱۸٬۹۴۷٬۶۶۸٬۱۷۷٬۹۹۵٬۴۲۶٬۴۶۲٬۷۷۳٬۷۳۰. این رخداد در کتاب ۱۹۸۲ رکوردهای جهانی گینس ثبت شد. به گفته استیون بردلی اسمیت این «نتایج چنان برتر از هرآنچه پیش‌تر گزارش شده بود است که تنها می‌شود آنها را باورنکردنی خواند.»